# 東方紅魔鄉 ～ the Embodiment of Scarlet Devil.
《東方紅魔鄉 ～ the Embodiment of Scarlet Devil.》是由同人社團上海愛麗絲幻樂團所制作的縱彈幕射擊遊戲，是東方Project的第6作，也是東方Project在Windows平台上的第一作。

紅魔鄉体験版 ver 0.13主選單畫面

本作是在相隔PC-98推出該平台最後的作品「東方怪綺談 ～ Mystic Square.」的三年後開發的。在2002年6月10日發佈體驗版，並在2002年8月11日（Comic Market 62）正式發售，最後在同年9月27日開始在各同人商店開始了委託販賣。當時在商店售賣的時候，漫畫虎之穴店中有本遊戲的示範。
東方紅魔鄉是第一部將「幻想鄉」作為一個地點引入東方系列的作品。此後東方系列的主要場景均為幻想鄉。

## 遊戲系統

《東方紅魔鄉》遊戲截圖，其中上方的「夜符『ナイトバード』」就是敵方頭目正在使用的符卡名。

玩家需要操作自機（遊戲主角）在屏幕上移動，向敵機（敵人）進行射擊，同時避免被敵人發射的子彈擊中。在每關的中間和結尾，玩家需要擊敗特定敵方頭目（即道中BOSS和關卡BOSS）才能繼續遊戲。玩家可以發動BOMB（炸彈/大招）以擺脫困境。BOMB的威力比普通攻擊高，可消除炸彈範圍內的所有敵方子彈，BOMB使用後一小段時間內自機處於無敵狀態，但BOMB數量有限。某些敵人在被消滅後會掉落一個BOMB，可供玩家補充。
本作可從博麗靈夢和霧雨魔理沙兩人中選擇一個作為自機。選擇其中一人後，可從兩種武器中選擇其中一種，進行全6關（在Easy難度之下只有5關）的故事模式。當以Normal或以上難度挑戰且不續關成功破關的話，會進入Good Ending，並解鎖難度更高的Extra模式。續關後通關或在Easy難度之下通關會進入Bad Ending。另外關於結局方面，即使武器種類的選擇都會令結局有所改變。
本作從前作繼承了若干遊戲系統，例如道具自動收集、低速移動模式、擦彈等，此外又引入了很多新系統，包括得分獎勵殘機（達到指定分數後自動獎勵一個殘機）、Replay（遊戲回放）功能、被彈BOMB（在中彈後几幀之內發動BOMB以避免損失殘機）、符卡等。

### 符卡
符卡（日語：スペルカード）是東方紅魔鄉加入的遊戲系統。此後東方Project的PC版正作均包含該系統。
符卡由符名和卡名組成，其攻擊方式基於一定理念進行設計。敵方的符卡以特定彈幕的形式表現，而自機符卡以BOMB的形式發動。當玩家將敵方頭目的血量削減至一定程度之後，敵方便會「發動符卡攻擊」，遊戲場景切換至該角色專用的符卡背景。如果玩家在時間限制之內擊破敵方頭目，並且未MISS（中彈）也沒有發動BOMB，那麼就會被稱為「取得符卡」，並獲得額外的分數，即符卡獎勵。如果超過限制時間，敵方頭目則會自動進行下一波攻擊，對於自機而言，這種情況屬於未取得符卡。
在本作的Extra關卡，敵方頭目有一個比較特殊的符卡，在發動此符卡之後，玩家無法攻擊到對手。在這種情況下，玩家只要保證自己不中彈，在時間結束之後便可取得符卡。

## 劇情
當時是幻想鄉的夏季。但是，那一天不知甚麼原因，整個幻想鄉的天空籠罩著一片紅色濃霧，即紅霧異變。日光被遮住，使得這個幻想鄉的夏天顯得格外寒冷。
博麗神社的巫女博麗靈夢為了避免這片紅霧影響到人里的正常生活，因此對此事件展開調查。她在直覺影響之下，向湖的方向出發了；普通的魔法使霧雨魔理沙正在空中觀覽著湖，突然發覺紅霧把視線都擋住了。想到怪物和人一樣都是不靠水就不能生存之下，魔理沙就像是为了寻找什么有价值的宝物一样，毅然向湖的方向出發了。
主角首先飛向了湖中的島，這個地方似乎是紅霧的源頭。在湖邊和湖中分別遇到了攔路的黑暗妖怪露米婭和冰之妖精琪露諾，主角打敗了她們，發現她們與紅霧異變無關。於是主角繼續前進，來到了紅魔館門口。紅魔館門口由中華風的妖怪紅美鈴看守。雙方經過交戰，紅美鈴被打敗，主角闖入了紅魔館內部。主角首先進入了地下的圖書館，館內的魔法使帕秋莉·诺蕾姬試圖阻止主角進入，未果。隨後主角到達了主要的走廊，並碰到了女僕長十六夜咲夜。咲夜也未能阻止主角接近大小姐，即紅魔館的主人、緋紅的惡魔蕾米莉亚·斯卡蕾特。最後，主角在露臺面對了蕾米莉亚。經過對話，主角意識到，蕾米莉亚之所以引發了紅霧異變，是為了遮擋陽光，使自己能夠在白天出行更加舒服。經過一番戰鬥，蕾米莉亚被打敗。蕾米莉亚收起了紅霧，幻想鄉恢復了正常。
Extra關發生在異變解決之後。蕾米莉亚被打敗之後，經常來到博麗神社遊玩。有一次，天空下起了雷雨，而這場雨似乎只下在紅魔館周圍。蕾米莉亚表示因為這場雨而無法回家，因此博麗靈夢和霧雨魔理沙讓她留在神社，再一次前往紅魔館察看情況。主角到達紅魔館之後，遇到並打敗了帕秋莉·诺蕾姬。此時主角仍然對紅魔館的情況感到奇怪。這時，蕾米莉亚的妹妹芙兰朵露·斯卡蕾特出現。芙兰朵露表示自己被關在館裡已達495年，從未見過外面的世界，並要求主角和她一起玩。主角經過一番艱苦的戰鬥，終於擊敗了芙兰朵露。

## 遊戲角色

### 自機角色
博麗靈夢（日语：／ Hakurei Reimu）
博麗神社的巫女，也是主角。為了解決當前紅霧包圍著幻想鄉的事態，於是就像平時一樣出發了。
霧雨魔理沙（日语：／ Kirisame Marisa）
普通的魔法使。遠離人里生活著。

### 頭目角色
露米婭（ルーミア，Rumia）
只有在夜晚才會出現的妖怪，有傳闻喜歡吃人肉。
大妖精（大妖精,Daiyousai）
妖精中具有強大的能力的妖精，與琪露諾是極好的好朋友，被琪露諾叫做“大醬”。
琪露諾（チルノ，Cirno）
冰之妖精，住在紅魔館四周的湖。平常總是喜歡把青蛙冰起來玩（將青蛙冰起來再試著解凍，不過每三隻裡面會有一隻失敗），曾經差點被沼澤的大蛤蟆吞下去。個性好戰，能力可以讓小東西瞬間結冰，在妖精當中算是很強的。
紅美鈴（紅 美鈴（ほん めいりん），Hong Meiling）
紅魔館的守門人，有著中華風的妖怪。
小惡魔（小悪魔(レイリリ)，Railili）
帕秋莉·諾蕾姬的崇拜者，平时待在帕秋莉·諾蕾姬身边。
帕秋莉·諾蕾姬（パチュリー·ノーレッジ，Patchouli Knowledge）
年齡超過100歲的魔女，身材有点矮小，平常待在紅魔館裡面的圖書館的學者，有氣喘和贫血的毛病，詠唱魔法時常常因此中斷。平时都以浮空移动代替直接行走，擅長操縱七曜（火水木金土日月），名言是「凡物都有屬性。所謂的屬性，跟弱點是一樣的東西」。
十六夜咲夜（十六夜 咲夜（いざよい さくや），Izayoi Sakuya）
紅魔館女僕長，红魔馆的实际管理人，特殊能力是控制時間，武器是銀製小刀（因為是銀，所以也對妖怪、幽靈有效；不過因為銀取得不易，打算用別的材料）。她身材较高，看起来像是10至20岁的少女（她本人也是这样说的），但從性格上來看卻像是幾百年前的人。
蕾米莉亞·斯卡蕾特（レミリア·スカーレット，Remilia Scarlet）
初登場時為500歲的、长有蝙蝠般翅膀的吸血鬼，紅魔館女主人，芙蘭朵露的姊姊，像貴族般注重体面，但性格跟外表一樣非常孩子氣而任性。
芙蘭朵露·斯卡蕾特（フランドール·スカーレット，Flandre Scarlet）
居住在紅魔館的另一位活了495年的吸血鬼，蕾米莉亞的妹妹。翅膀全光，但挂满了类似水晶的挂饰。擁有非常強大的力量——能将物体的「目」转移到其手上，并摧毁从而把物体摧毁，在吸血鬼當中也強得不尋常，蕾米莉亞無法抑制她的力量，因此她被關在紅魔館內不能外出，通常是利用帕秋莉的魔法想辦法讓她不能外出（用水符讓外面下雨）。

### 刪除角色
冴月麟（さつき りん，Satsuki Rin）
最初是作為第三個可操控的角色來進行遊戲，但在開發階段被製作者ZUN刪除，如今只能在紅魔鄉的主運行程序的源代碼中一窺她的痕跡，有不少東方愛好者會把C62社團封面的少女視作其的造型，但ZUN對此表示C62社團封面的少女並非紅魔鄉預定出場的角色。

## 開發
東方紅魔鄉是ZUN第一次以「上海愛麗絲幻樂團」名義發佈的遊戲作品。遊戲開發的大部分工作由ZUN一人完成，而西方Project的开发成员ぽんち（pbg）為ZUN准备了开发环境並提供了编程支持。
ZUN認為，東方紅魔鄉作為上海愛麗絲幻樂團的第一部作品和他個人的第一部Windows遊戲作品，需要給人們留下深刻的印象，因此本作採用了西方世界的主題，而不是像其他作品那樣從東方世界取材。
符卡系統最初於1999年ZUN參與製作西方Project時設計，用於識別彈幕排列樣式與豐富角色的內涵。ZUN表示製作紅魔鄉本身就是為了引入符卡系統。
東方紅魔鄉也是ZUN編寫的第一個大型的Windows程式。ZUN表示「实际是托了API和DirectX等环境过于好用的福了」。遊戲開發過程中，更多的時間花在了函式庫和工具的製作上面。ZUN希望從下個作品開始遊戲效果能夠得到改善。

## 外部連結
- 官方网站 （日語）